# مقیاس کارهای روزمره بریستول
مقیاس کارهای روزمره زندگیِ بریستول (BADLS) یک پرسشنامهٔ ۲۰سوالی است که برای سنجشِ توانایی فردِ مبتلا به زوالِ عقل در انجام فعالیت‌های روزانه‌اش مانند لباس‌پوشیدن، تهیهٔ غذا و استفاده از حمل و نقل طراحی شده است.